# 챔버스 사전
챔버스 사전(The Chambers's Dictionary , TCD)은 1872년 스코트랜드의 윌리엄 챔버스(William Chambers)와 로버트 챔버스(Robert Chambers)에 의해 "챔버스의 영어사전"으로 처음 출판되었었다. 이것은 제임스 도날드가 편집한 1867년 챔버스 어원 사전의 확대판이었다. 1898년에 두 번째 판이 나왔고 1901년에 챔버스즈 20세기 사전(CHAMBERS'S
TWENTIETH CENTURY DICTIONARY)이라는 새로운 판이 그 뒤를 이었다.
챔버스 영어사전(TCD)는  다른 사전들과 비교해 더 많은 방언, 고어, 속어 단어들을 포함하고 있었고, 때때로 우스꽝스러운 유머러스한 정의로 유명하다.  1970년대에 출판사에 의해 이러한 정의들은  삭제편집되었지만, 독자들이 가지고 있던 애착 때문에 1983년판에 다시 복원되었다.
챔버스 영어사전(Chambers Dictionary)의 12번째 판은 Chambers Harrap Publisher Ltd.(CHP 주식회사)에 의해 2011년 8월에 출판되었으며, 62,500개의 주요 항목으로 1936페이지에 달한다.

## 챔버스 20세기 영어사전
구텐베르크 프로젝트에서 퍼블릭 도메인이된 챔버스 20세기 영어사전을 무료로 이용할 수 있으며, 이를 사용한 챔버스 계열의 영어사전 앱(어플리케이션)을 인터넷에서 찾아볼 수 있다.

## 같이 보기
- 웹스터 사전
- 새뮤얼 존슨